# Ленхосек, Михай фон
Михай фон Ленхосек (Ленхоссек) (венг.  Mihály Lenhossék; 28 августа 1863, Пешт, Австрийская империя — 26 января 1937, Будапешт) — венгерский учёный-анатом, гистолог, физиолог и профессор Будапештского университета, член Венгерской академии наук нейронтана, один из пионеров изучения нейронов. Лауреат премии «Корона Корвина» (1930).

## Биография
Родился в семье анатома Йожефа Ленхосека (1818—1888). Его племянник Альберт Сент-Дьёрдьи, Нобелевской лауреат по физиологии или медицине (1937 г.), у которого он первым пробудил интерес к науке. В родословной Ленхосека было несколько поколений известных учёных.
В 1886 году получил степень доктора медицины в университете Будапешта, затем работал в анатомическом институте своего отца. В 1889 году стал проректором Базельского университета, позже выполнял аналогичные обязанности в Вюрцбургском университете (1892—1895). Работал доцентом анатомии в университете Тюбингена, с 1900 года — профессор анатомии Будапештского университета. В 1917/1918 годах — ректор университета.
Был членом-корреспондентом Венгерской академии наук с 1897 года, затем действительным членом с 1903 года. В 1934 году стал почётным членом и вице-президентом Венгерской академии наук. В 1907 году был избран членом Леопольдины .
Известен в значительной степени за его исследования в области нейроанатомии, которые включали важные гистологические исследования нервной системы.
В 1893 году он ввел термин «астроцит», чтобы описать звездообразную клетку, обнаруженную в центральной нервной системе

## Избранные труды
- Die Geschmacksknospen (Вюрцбург, 1894)
- Beiträge zur Histologie des Nervensystems und der Sinnesorgane (Висбаден 1895)
- Der feinere Bau des Nervensystems im Lichte neuester Forschungen (2-е изд. Берлин 1895).
- Ueber Spermatogenese bei Säugethieren. Vorläufige Mittheilung, Тюбинген, 1897).
- Az ember anatomiája , 3 т., (Будапешт 1922—1924).